# Paracladopelma nigritula
Paracladopelma nigritula är en tvåvingeart som först beskrevs av Maurice Emile Marie Goetghebuer 1942.  Paracladopelma nigritula ingår i släktet Paracladopelma och familjen fjädermyggor. Inga underarter finns listade i Catalogue of Life.